# Łódź

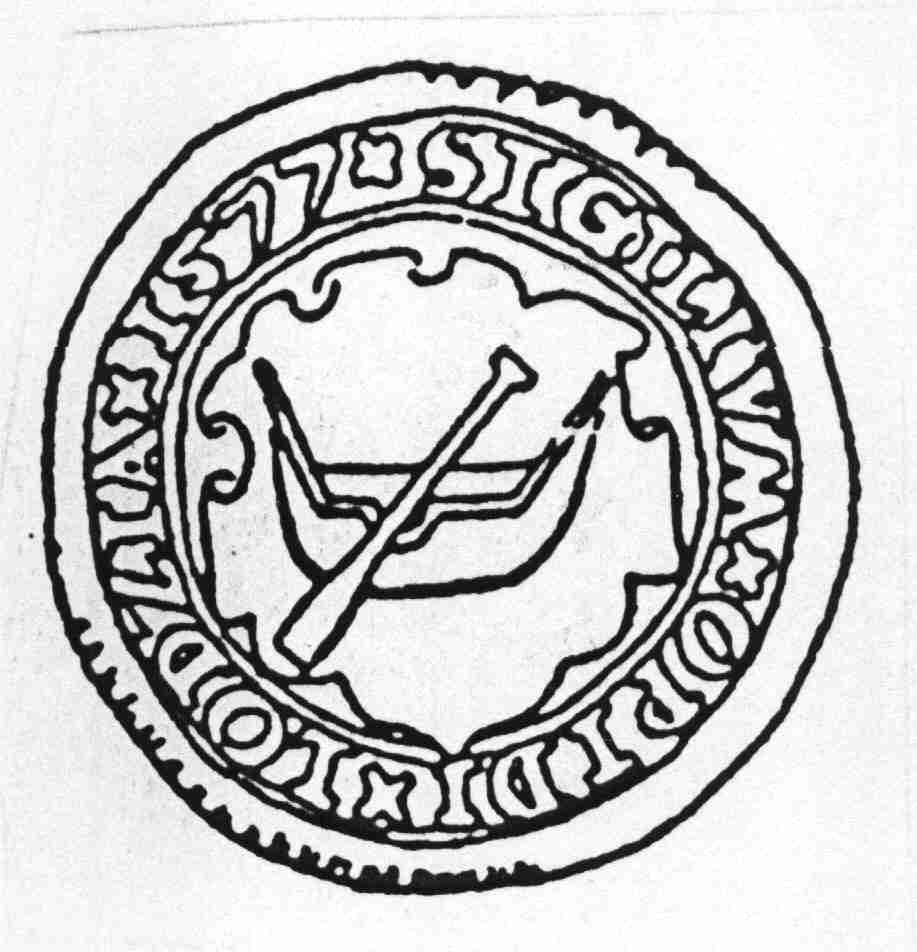
Łódź stadsvapen 1577.

Łódź (tyska: Lodz, Litzmannstadt, ryska, Лодзь, hebreiska: 'לודז, uttalas [ˈwutɕ] lyssna (fil)) är en stad i mellersta Polen, belägen 120 km sydväst om Warszawa.

## Namn
Ursprunget till stadens namn är inte känt; det betyder "båt" på nutida polska. En vanlig hypotes är att staden fått sitt namn efter en liten å vid namn Łódka (betyder "liten båt" på polska), som rinner genom stadens västra delar. Detta till synes oansenliga vattendrag försörjde en gång i tiden stora delar av stadens textilindustri med vatten.

## Historia

### Bondesamhället
Staden omnämns tidigast år 1332 som by. Łódź växte långsamt och 1423 fick den stadsprivilegier och rätten att anordna marknader inom byn. Till slutet av 1600-talet utvecklades Łódź långsamt och blev en mindre stad. År 1739 bodde endast 97 familjer i Łódź. 1777 bodde 265 invånare i Łódź och det fanns 66 bostäder inom stadens gränser. Efter att Polen delats år 1793 och upphört att existera tillföll Łódź Preussen. Under denna tid germaniserades staden och miste sina stadsrättigheter. Efter Napoleon I:s seger mot Preussen införlivades Łódź med hertigdömet Warszawa år 1806. Efter Napoleons förlust mot alliansen tillföll Łódź Ryssland.

### Industrialiseringen
År 1820 startades en rörelse i Łódź av lokala invånare för att göra Łódź till ett centrum för industri och tillverkning i regionen. Folk från hela Polen och även folk utanför Rysslands gränser lockades till Łódź i hopp om jobb i de nyöppnade fabrikerna. Den första fabriken öppnades 1825 av och 14 år senare slogs portarna upp för både Polens och Rysslands första elektriskt drivna fabrik någonsin. Folk från hela Europa kom till Łódź men det var främst polacker, judar och tyskar som bidrog till stadens utveckling. Den första textilfabriken upprättades 1826 av Christian Friedrich Wendisch. Från 1848 fick de första judarna tillåtelse att bosätta sig och arbeta i staden.
År 1850 avskaffade Ryssland tullarna mellan det ockuperade Polen och Ryssland. Nu var det fritt fram för Łódź att kunna sälja även till den ryska marknaden och detta bidrog till stadens ekonomiska utveckling. År 1865 knöt den första polska järnvägen den lilla staden Koluszki 20 kilometer öster om Łódź samman Łódź med Warszawa och Wien. Några år senare hade staden järnvägsförbindelser med Warszawa och Białystok i östra Polen. Detta ledde till att stadens befolkning fördubblades vart tionde år under perioden 1823–1873.
År 1908 hade Łódź cirka 390 000 invånare, varav omkring 40 procent var tyskar och 22 procent judar. I Łódź och dess omgivning fanns det 1901 cirka 660 industrier som sysselsatte omkring 53 000 arbetare.

### Första världskriget
År 1914 var Łódź en av de tätast bebodda industristäderna i världen (13 280 inv/km²). Under första världskriget stod vid staden ett utdraget slag mellan Ryssland och Tyskland i november 1914 (slaget vid Łódź). En numerärt underlägsen tysk armé kunde till slut driva tillbaka två ryska arméer vilket resulterade i att Łódź föll i tyska händer. När Polen utropade sig självständigt år 1918 befriade invånarna staden genom att själva avväpna och deportera de tyska soldaterna. Under och efter första världskriget miste Łódź 40 procent av sin befolkning; dels tog kriget sin tribut i värnplikt och sjukdomar, dels flydde de flesta av stadens tysktalande invånare till Tyskland efter krigets slut.

### Mellankrigstiden
Under 1930-talet drabbades staden svårt av den amerikanska depressionen, under samma årtionde pågick ett handelsembargo mellan Tyskland och Polen vilket stängde marknader i väst. I öst hade bolsjevikerna vunnit ryska inbördeskriget och därmed var den ryska marknaden också stängd. Många av stadens invånare blev arbetslösa, och stora protestmöten och upplopp blev följden. Staden blev ett centrum för både socialistiska och nationalsocialistiska partier.

### Andra världskriget
Under andra världskriget försvarades staden av general Juliusz Rómmel; staden höll ut i några dagar innan den invaderades av tyska trupper den 8 september 1939. Staden skulle först administreras inom samma tyska enklav som styrde det ockuperade Polen, men den nazistiska ledningen valde att lyssna på de etniska tyskar i Łódź som önskade att Łódź skulle tillhöra Tyskland. Staden annekterades av Tredje riket i november 1939. Man bytte namn på staden till Litzmannstadt efter Karl Litzmann, som var den befälhavare som erövrade Łódź under första världskriget.
Nazisterna skapade snabbt ett judiskt getto i Łódź och drev in 200 000 judar från staden med omnejd. I augusti 1944 likviderade nazisterna gettot och bara 900 överlevande judar fanns i Lodz när Röda Armén hävde den tyska ockupationen. Cirka 12 000 judar från Lodz överlevde olika koncentrationsläger. I trakten byggdes flera arbetsläger och koncentrationsläger för bland annat romer.
Vid andra världskrigets slut hade Łódź förlorat cirka 420 000 av sina invånare. Under januari 1945 flydde stadens tyska invånare av fruktan för vad den Röda armén skulle göra med dem. Tyskarna tog eller stal också med sig alla maskiner från fabrikerna i Łódź och förde med dem till Tyskland. Detta ledde till att även om staden hade skonats från bombningar och strider, var dess infrastruktur till stor del obefintlig.
Röda armén marscherade in i staden den 18 januari 1945 och gick hårt fram mot befolkningen. Flera fall av mord, våldtäkt och plundring av ryska soldater rapporterades. Många motståndsmän ställdes också inför rätta och dödades på grund av sin lojalitet med den polska exilregeringen. Chefen för den tyska ockupationen av Lodz, Hans Biebow, dömdes 1947 för krigsförbrytelser och avrättades samma år.

### Efter andra världskriget

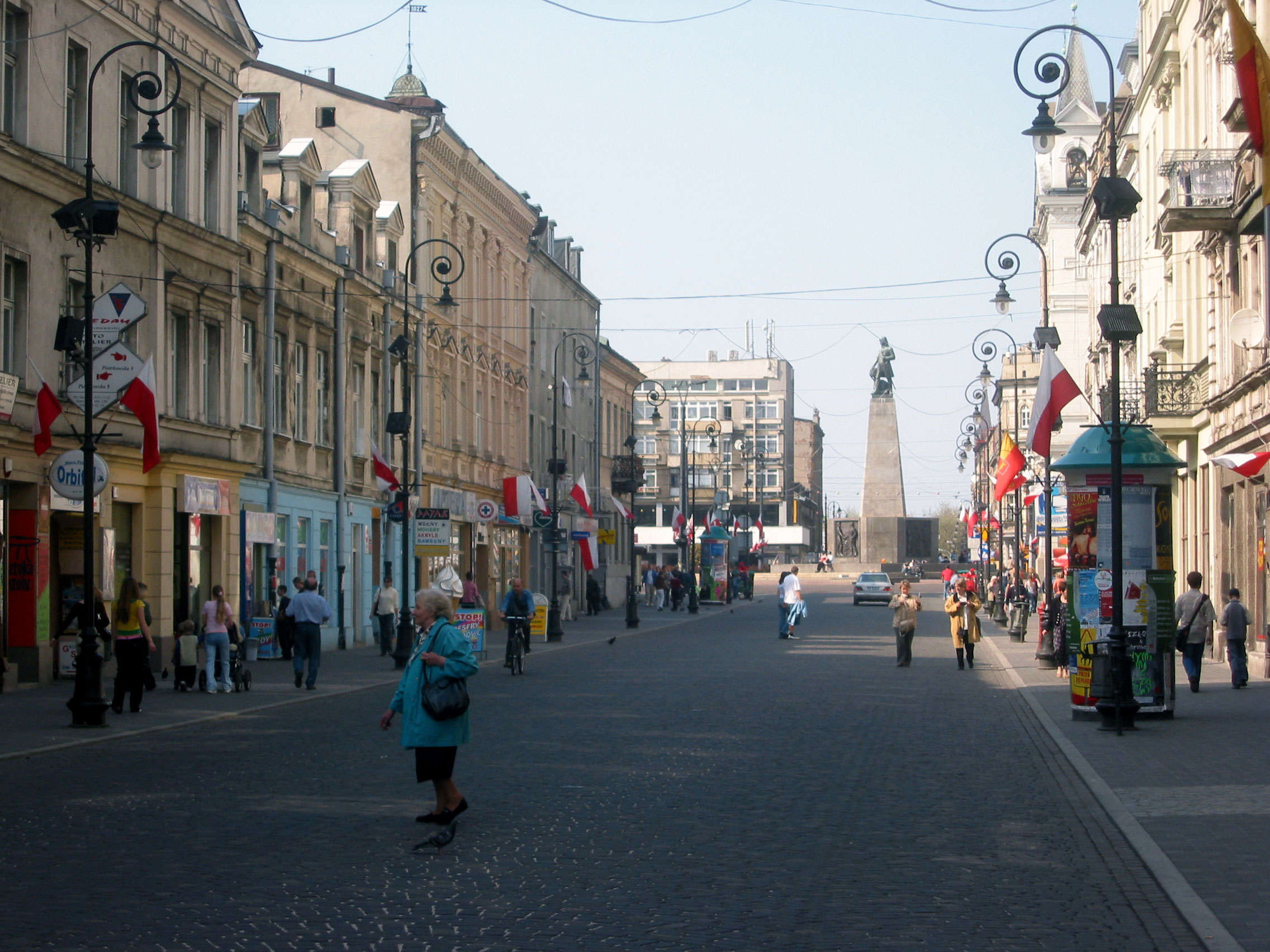
Shoppinggatan. I slutet av gatan syns monumentet över Kościuszko.

Efter andra världskriget hade Łódź mindre än 300 000 invånare, men snart började folk att åter flytta in i staden. Många kom från Warszawa, som helt hade jämnats med marken under kriget. Även den polska regeringen flyttade till Łódź, som då fungerade som tillfällig polsk huvudstad. Det fanns även planer på att flytta huvudstaden dit på permanent basis men den idén var inte populär bland många och man började istället att bygga upp Warszawa.
När kommunisterna fick makten förlorade många rika industrifamiljer sina tillgångar när fabrikerna och företagen nationaliserades. På grund av samarbetet inom det kommunistiska blocket kunde Łódźs fabriker börja producera varor och sälja dem runtom i Östeuropa. Staden blev återigen en viktig industristad i Polen. Efter kommunismens fall privatiserades företagen åter.

## Geografi

### Stadsdelar
| - Bałuty - Widzew - Polesie - Górna - Śródmieście (centrum) | Karta över Łódźs stadsdelar. |

## Styre och politik

### Vänorter
Łódź har följande vänorter:
- Barreiro, Portugal
- Chemnitz, Tyskland
- Chengdu, Kina
- Guangzhou, Kina
- Ivanovo, Ryssland
- Kaliningrad, Ryssland
- Lviv, Ukraina
- Lyon, Frankrike
- Minsk, Vitryssland
- Murcia, Spanien
- Odessa, Ukraina
- Puebla, Mexiko
- Rustavi, Georgien
- Stuttgart, Tyskland
- Szeged, Ungern
- Tammerfors, Finland
- Tel Aviv, Israel
- Tianjin, Kina
- Vilnius, Litauen
- Örebro kommun, Sverige

## Ekonomi och infrastruktur

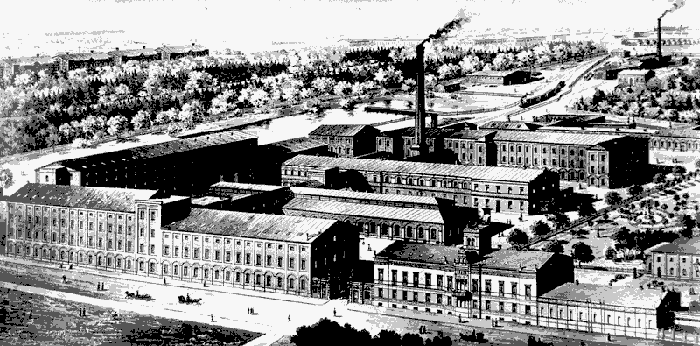
Scheiblers fabrik.

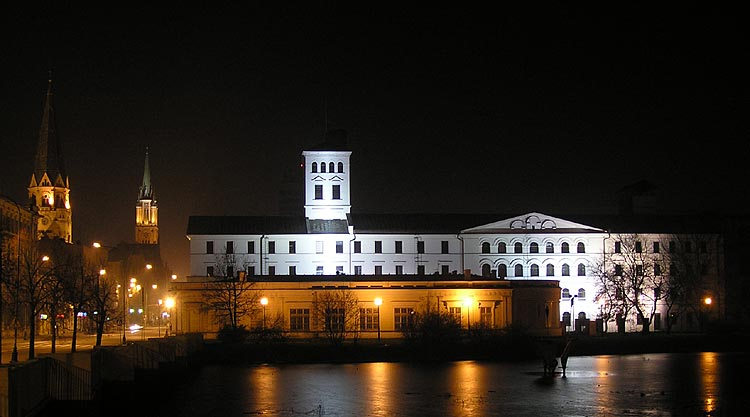
Den vita fabriken.

### Infrastruktur

#### Transporter

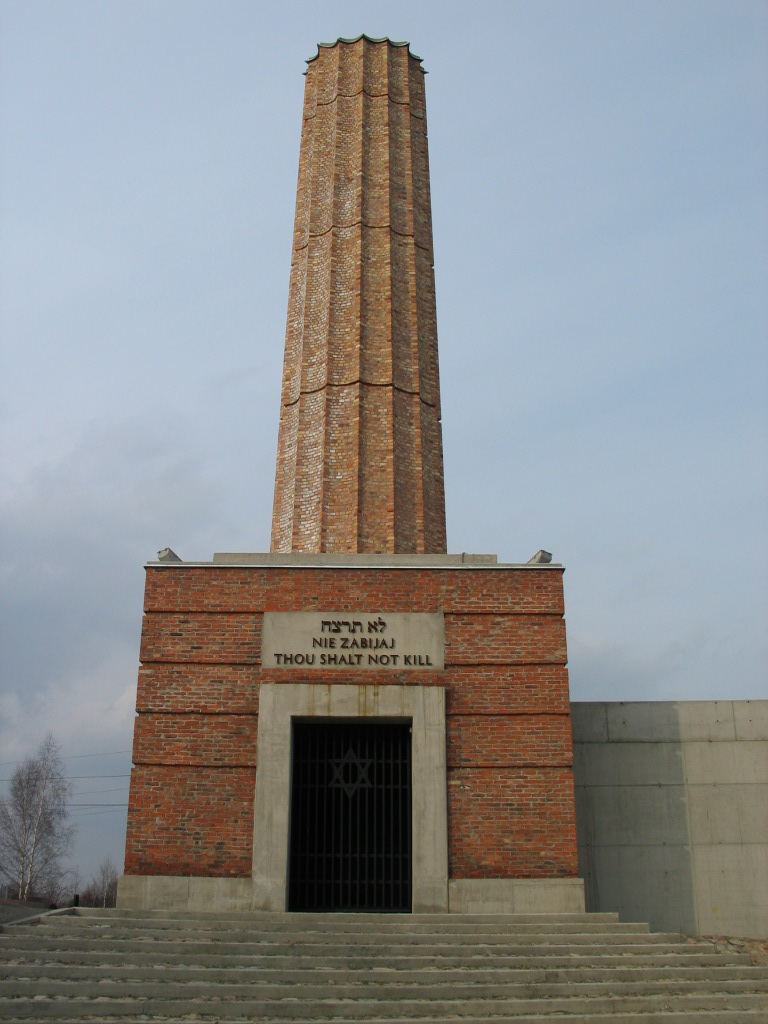
Monument för Förintelsens offer vid järnvägsstationen Radogoszcz

Łódź är en knutpunkt i sin region för tågtrafiken i Polen. Den bedrivs av statligt delägda PKP.
Den viktiga motorvägen A2 går förbi Łódź.
Łódźs flygplats heter Lublinek Władysław Reymonts flygplats och ligger 6 km sydväst om Łódźs stadskärna. Den öppnades den 13 september 1925 och namnet är en hyllning till nobelpristagaren Władysław Reymont.
Till och från flygplatsen flyger Ryan Air till Shannon Airport, Dublin, Edinburgh, Liverpool, Stansted East Midlands och Torp (Oslo).
Lokaltrafiken sköts med ett väl utbyggt spårvägsnät och bussar. Flera stora taxibolag trafikerar också staden.

## Befolkning

### Sociala förhållanden

#### Kriminalitet
Antalet personrån är relativt högt. Många invånare upplever otrygghet i centrum efter mörkrets inbrott.
En av kriminalhistoriens mest makabra brottshärvor avslöjades i staden år 2002. Flera ambulansvårdare och läkare befanns skyldiga till mord efter att uppsåtligen ha givit äldre patienter för höga doser av läkemedlet Pavulon. Liken såldes sedan till begravningsbyråer som kunde tjäna stora summor pengar på utbetalningar av det statliga begravningsbidraget. Varken ägare till eller anställda på begravningsbyråer har fällts för något brott i härvan. Det har inte gått att fastslå hur många personer som föll offer för mördarna, men experter menar att det kan röra sig om tusentals människor.
Det rättsliga efterspelet till morden skildras i den svenska dokumentären Necrobusiness

## Kultur

### Konstarter

#### Arkitektur

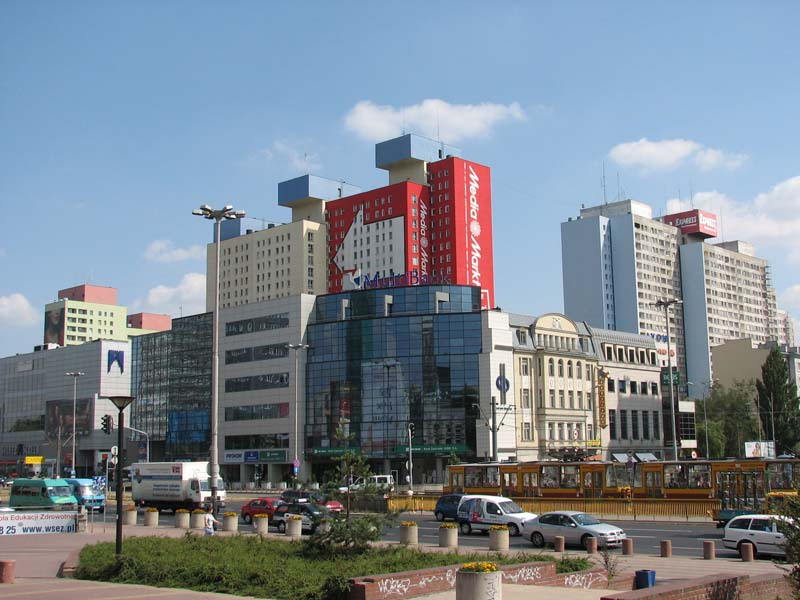
Mickiewiczavenyn i centrala Łódź.

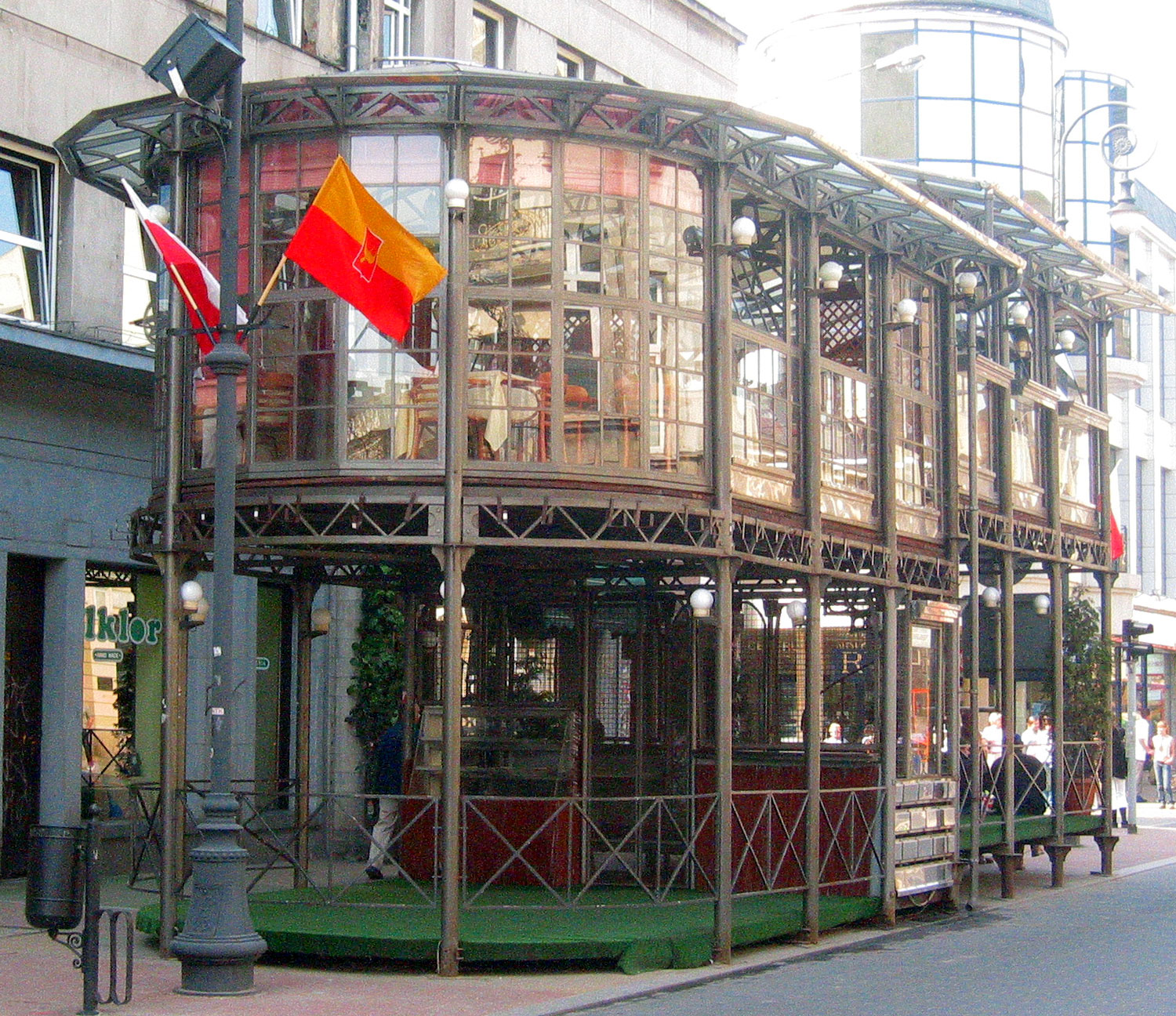
Ölstuga.

Innerstaden präglas av en rutnätsplan bestående av stenstadskvarter från tidigt 1900-tal. Många av byggnaderna är i dåligt skick, men allt fler av dem blir renoverade. Gatorna i centrum är ofta trånga och kan sträcka sig flera kilometer. Mitt emellan den norra och den södra delen av innerstaden löper den breda Mickiewiczavenyn kantad av en rad höghus, i folkmun kallade "Manhattan".
Utkanterna av staden präglas av breda motorleder och betonghöghus med grönområden emellan. Här ligger även många industrier och flera kolkraftverk.

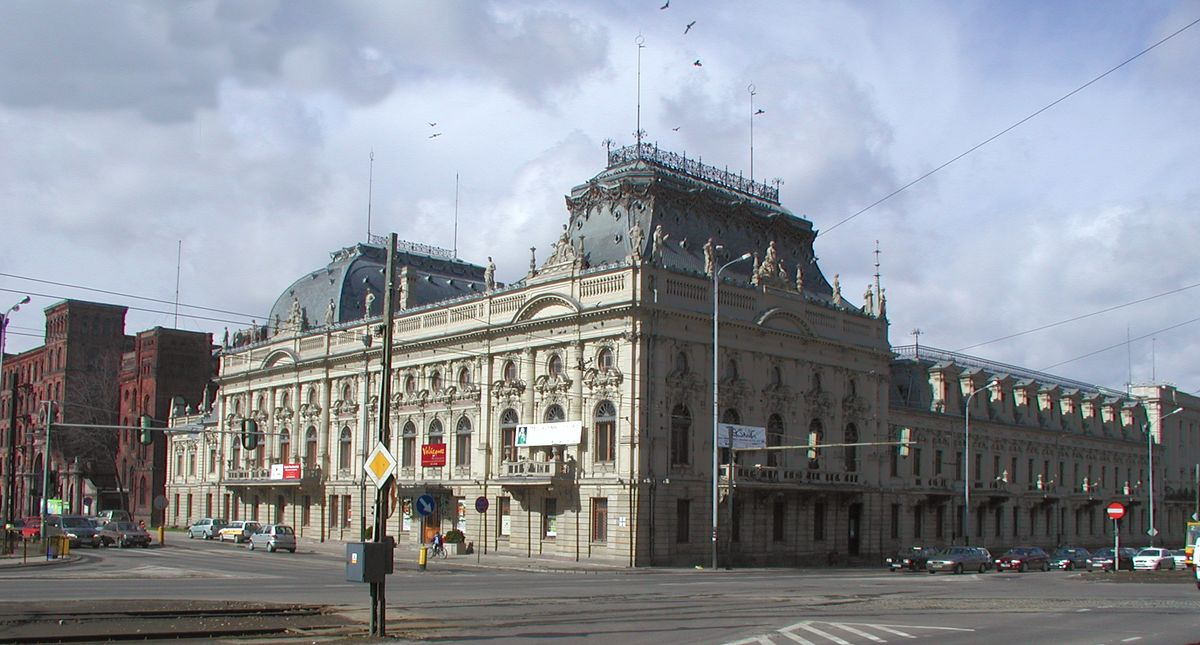
Izrael Poznanskis palats.

Łódź dras fortfarande med bilden av att vara en smutsig industristad, även om stadens rykte förbättrats väsentligt på senare år. Under den tid landet styrdes av kommunism stod staden för en stor del av utsläppen i Polen. Sedan slutet av 1980-talet har den tunga industrin sakta men säkert avvecklats till förmån för en alltmer omfattande tjänste- och handelsnäring. Därmed har Łódź blivit en renare och betydligt modernare stad. Liksom många andra storstäder idag försöker även Łódź att satsa på den "nya ekonomins" upplevelsebetonade marknad.
Staden har bland annat den största stadsparken i Europa: Łagiewniki. Stadens mest berömda gata kallas ulica Piotrkowska, en fyra kilometer lång gågata som kantas av affärer, restauranger, pubar och nattklubbar.
Łódź har även ett av Polens främsta museer för modern konst, som ligger på ulica Więckowskiego. En annan sevärdhet är Łódź Zoo, med hundratals såväl inhemska som exotiska djurarter.
Ett av de senaste tillskotten i nöjes- och fritidsutbudet är Manufaktura, en gammal textilfabrik som byggts om till ett av Europas största varuhus. Komplexet hyser även biograf, flera restauranger och en food court.
Flera lärosäten för högre utbildning ligger i staden, med stora fakulteter inom bland annat teknik och medicin. En av världens främsta filmhögskolor återfinns också i Łódź. Namnkunniga regissörer som Roman Polański och Krzysztof Kieślowski har utbildat sig här.

### Sport
I staden finns det två stora fotbollslag som spelar i den högsta polska divisionen Orange Ekstraklasa:
- ŁKS Łódź
- Widzew Łódź

Derbyn mellan dessa två lag är riktiga högriskmatcher i Polen.
Även ett damlag i basket finns i staden:
- ŁKS Lotto Łódź - som kom sexa i högsta divisionen för dambasket i Polen.